# Boissise-le-Roi
Boissise-le-Roi és un municipi francès, situat al departament del Sena i Marne i a la regió d'Illa de França. L'any 2007 tenia 3.619 habitants.
Forma part del cantó de Saint-Fargeau-Ponthierry, del districte de Melun i de la Comunitat d'aglomeració Melun Val de Seine.

## Demografia

### Població
El 2007 la població de fet de Boissise-le-Roi era de 3.619 persones. Hi havia 1.211 famílies, de les quals 185 eren unipersonals (76 homes vivint sols i 109 dones vivint soles), 431 parelles sense fills, 535 parelles amb fills i 60 famílies monoparentals amb fills.
La població ha evolucionat segons el següent gràfic:
Habitants censats

### Habitatges
El 2007 hi havia 1.293 habitatges, 1.226 eren l'habitatge principal de la família, 21 eren segones residències i 46 estaven desocupats. 1.238 eren cases i 50 eren apartaments. Dels 1.226 habitatges principals, 1.090 estaven ocupats pels seus propietaris, 113 estaven llogats i ocupats pels llogaters i 23 estaven cedits a títol gratuït; 4 tenien una cambra, 27 en tenien dues, 80 en tenien tres, 220 en tenien quatre i 894 en tenien cinc o més. 1.065 habitatges disposaven pel capbaix d'una plaça de pàrquing. A 421 habitatges hi havia un automòbil i a 756 n'hi havia dos o més.

### Piràmide de població
La piràmide de població per edats i sexe el 2009 era:
| Homes | Edats   | Dones |
| ----- | ------- | ----- |
| 0     | 95 o +  | 8     |
| 12    | 90 a 94 | 16    |
| 12    | 85 a 89 | 36    |
| 8     | 80 a 84 | 28    |
| 32    | 75 a 79 | 48    |
| 52    | 70 a 74 | 60    |
| 76    | 65 a 69 | 68    |
| 76    | 60 a 64 | 96    |
| 120   | 55 a 59 | 116   |
| 220   | 50 a 54 | 176   |
| 172   | 45 a 49 | 180   |
| 136   | 40 a 44 | 136   |
| 125   | 35 a 39 | 140   |
| 76    | 30 a 34 | 105   |
| 108   | 25 a 29 | 72    |
| 112   | 20 a 24 | 92    |
| 148   | 15 a 19 | 124   |
| 140   | 10 a 14 | 120   |
| 132   | 5 a 9   | 124   |
| 76    | 0 a 4   | 68    |

## Economia
El 2007 la població en edat de treballar era de 2.379 persones, 1.594 eren actives i 785 eren inactives. De les 1.594 persones actives 1.518 estaven ocupades (796 homes i 722 dones) i 76 estaven aturades (43 homes i 33 dones). De les 785 persones inactives 286 estaven jubilades, 267 estaven estudiant i 232 estaven classificades com a «altres inactius».

### Ingressos
El 2009 a Boissise-le-Roi hi havia 1.226 unitats fiscals que integraven 3.385,5 persones, la mediana anual d'ingressos fiscals per persona era de 27.342 €.

### Activitats econòmiques
Dels 98 establiments que hi havia el 2007, 2 eren d'empreses extractives, 1 d'una empresa de fabricació d'altres productes industrials, 12 d'empreses de construcció, 26 d'empreses de comerç i reparació d'automòbils, 4 d'empreses de transport, 2 d'empreses d'hostatgeria i restauració, 4 d'empreses d'informació i comunicació, 5 d'empreses financeres, 5 d'empreses immobiliàries, 20 d'empreses de serveis, 12 d'entitats de l'administració pública i 5 d'empreses classificades com a «altres activitats de serveis».
Dels 18 establiments de servei als particulars que hi havia el 2009, 3 eren tallers de reparació d'automòbils i de material agrícola, 5 paletes, 5 lampisteries, 1 electricista, 3 agències immobiliàries i 1 saló de bellesa.
Dels 6 establiments comercials que hi havia el 2009, 1 era una peixateria, 1 una botiga de roba, 1 una botiga de mobles, 2 drogueries i 1 una joieria.
L'any 2000 a Boissise-le-Roi hi havia 4 explotacions agrícoles.

## Equipaments sanitaris i escolars
El 2009 hi havia 1 hospital de tractaments de mitja durada (seguiment i rehabilitació) i 1 farmàcia.
El 2009 hi havia 1 escola maternal i 2 escoles elementals.

## Poblacions més properes
El següent diagrama mostra les poblacions més properes.